# Domenico Sarro
Domenico Natale Sarri, o Sarro (Trani, 24 dicembre 1679 – Napoli, 25 gennaio 1744), è stato un compositore italiano.

## Biografia
Le uniche notizie relative alla sua giovinezza e alla sua formazione musicale ci pervengono dal suo contratto di matrimonio del 6 febbraio 1705. Dopo esser giunto a Napoli, fu ammesso al Conservatorio di Sant'Onofrio a Porta Capuana, dove fu allievo di Angelo Durante (lo zio del celebre Francesco Durante). Nel 1702 scrisse la sua prima composizione, l'opera sacra L'opera d'amore, la quale fu rappresentata presso la Confraternita della Santissima Trinità dei Pellegrini. L'anno successivo partecipò a un concorso per occupare il posto di maestro di cappella della corte napoletana lasciato vacante da Alessandro Scarlatti: dovette quindi competere con Gaetano Veneziano, Cristoforo Caresana e Francesco Mancini. Non riuscendo ad ottenere la posizione di direttore titolare, assegnata a Veneziano, prese nel 1704 quella di vice maestro di cappella.
Tra il 1706 e il 1707 compose parecchie opere per i teatri napoletani: nell'estate del 1706 collaborò con il compositore veneziano Tomaso Albinoni nella composizione del dramma La Griselda e la sua prima opera, Candaule, re di Lidia, vide la sua prima nell'ottobre dello stesso anno al Teatro dei Fiorentini. Nel 1707 a causa dell'occupazione di Napoli da parte degli austriaci, Veneziano e Sarro persero i rispetti posti: in loro sostituzione rientrò Alessandro Scarlatti come primo maestro e fu nominato Mancini per la posizione di secondo maestro. Dunque fino al 1709 si dedicò prevalentemente alla composizione di oratori e serenate. Dal 1709 al 1717 la sua produzione musicale subì un forte decremento: in questi anni si ricordano principalmente gli intermezzo Barilotto, rappresentato a Venezia nell'autunno del 1712, due opere messe in scena nel 1713 a Napoli e un gran numero di cantate per la chiesa di San Paolo Maggiore (della quale fu maestro di cappella) e altre chiese napoletane.
Dal 1718 al 1741 si diede alla composizione principalmente di drammi per musica: tra le numerose opere serie si ricordano l'Armida al campo data durante il Carnevale del 1718 al Teatro San Bartolomeo e la Didone abbandonata rappresentata nel 1724 nello stesso teatro con Annibale Pio Fabri, Marianna Bulgarelli e Nicolò Grimaldi, la quale fu la prima messa in musica di un libretto di Pietro Metastasio. Nel 1720, dopo esser stato reintegrato nel ruolo di vice maestro della cappella di corte, il 13 aprile fu nominato anche secondo maestro della cappella della città di Napoli; nel 1728 succedette a Gaetano Greco diventando primo maestro della stessa. Il 21 agosto 1737 occupò inoltre la carica di maestro della cappella reale (succedendo a Mancini). Il 4 novembre con la messa in scena dell'opera Achille in Sciro venne inaugurato il nuovo teatro San Carlo con Vittoria Tesi ed Angelo Amorevoli alla presenza del re Carlo VII di Napoli: seguirono le rappresentazioni dell'Ezio (4 novembre 1741 con Giovanna Astrua e Gaetano Majorano) e dell'Alessandro nelle Indie (Carnevale 1743).

## Considerazioni sull'artista
Sarro non fu, rispetto ai molti colleghi del suo tempo, un viaggiatore, un uomo cosmopolita, e ciò probabilmente è stata la prima causa del minor diffondersi della sua musica. D'altra parte, fu il primo compositore a mettere in musica un libretto di Metastasio, lanciando di fatto il Poeta Arcade, ed inaugurando quello che sarebbe stato tra i maggiori sodalizi letteratura-musica di ogni tempo. Egli inoltre conobbe la svolta che portò dallo stile codificato da Alessandro Scarlatti e Mancini a quello nel quale l'accompagnamento al canto subì un'ulteriore semplificazione con Nicola Porpora, Leonardo Vinci, Leonardo Leo e altri compositori più giovani. Ciò influì, come già nella musica di Georg Friedrich Händel, sul suo stile. Infatti, nelle sue prime composizioni si denota uno stile in linea con quello di Scarlatti, dove il contrappunto riveste un ruolo non marginale, mentre dal 1718, nelle sue opere serie, questo viene sempre meno nella struttura musicale e le melodie iniziano ad acquisire maggior importanza, oltre ad un maggiore sviluppo, guadagnandone in bellezza. Forse per questa caratteristica, il viaggiatore e musicografo Charles Burney lo considerava un "imitatore" più che un "inventore" trovando che il suo stile aveva molto in comune con quello di Vinci. Dopo il 1726, la nuova generazione di autori napoletani di Leo e di Hasse nello scenario musicale di Napoli, unito alla sua nomina di maestro di cappella che potrebbe avere determinato un maggiore impegno nella musica sacra, ridussero significativamente i suoi lavori e successi operistici. Il suo prestigio non dovette tuttavia soffrirne dal momento che re Carlo lo nominò maestro di cappella regio per affidargli l'opera di inaugurazione del Teatro San Carlo.
Per quanto riguarda i suoi lavori sacri, si sa quanto riportato dal Dizionario storico di Giuseppe Bertini ossia che furono, tra l'altro, molto apprezzati in Germania. Recentemente diversi dischi con musiche strumentali, operistiche e sacre a lui intestate hanno svelato un compositore di valore, certamente da rivalutare a scapito del sommario giudizio di Burney, sul quale, come riferito dal baritono Peter van der Graaf nel libretto di uno di questi dischi, è stato costruito l'attuale giudizio dei musicologi.

## Opere
| 1706 | Il fonte delle grazie, oratorio                                       |                               | 20 novembre 1706, Congregazione dei dottori della Chiesa dei Gerolamini di Napoli       |  |
| 1707 | Il Vespesiano, Dramma per musica in 3 atti                            | Carlo De Petris               | 1707, Teatro San Bartolomeo di Napoli                                                   |  |
| 1708 | Serenata a 3 voci (Amore, Eco e Narciso)                              |                               | 8 settembre 1708, Palazzo del duca d'Alvito di Napoli                                   |  |
| 1713 | I gemelli rivali                                                      | Nicolò Serino                 | 11 febbraio 1713, Teatro dei Fiorentini di Napoli                                       |  |
| 1713 | Il comando non inteso ed ubbidito                                     | Nicola Giuvo                  | 15 maggio 1713, Teatro dei Fiorentini di Napoli                                         |  |
| 1716 | Serenata nuziale a 3 voci                                             | G.G.Alberghetti               | 21 gennaio 1716, Palazzo del Principe di Montaguto di Napoli                            |  |
| 1718 | Armida al campo, Dramma per musica in 3 atti                          | Francesco Silvani             | 13 febbraio 1718, Teatro San Bartolomeo di Napoli                                       |  |
| 1718 | La fede ne' tradimenti (o Anagilda), Dramma per musica in 3 atti      | Girolamo Gigli                | 15 maggio 1718, Teatro San Bartolomeo di Napoli                                         |  |
| 1718 | L'Eudamia                                                             | ?                             |                                                                                         |  |
| 1718 | Arsace, Dramma per musica in 3 atti                                   | Antonio Salvi                 | 17 dicembre 1718, Teatro San Bartolomeo di Napoli                                       |  |
| 1719 | Alessandro Severo, Dramma per musica in 3 atti                        | Apostolo Zeno                 | 14 maggio 1719, Teatro San Bartolomeo di Napoli                                         |  |
| 1720 | Ginevra principessa di Scozia, Dramma per musica in 3 atti            | Apostolo Zeno                 | 20 gennaio 1720, Teatro San Bartolomeo di Napoli                                        |  |
| 1720 | Scherzo festivo fra le ninfe di Partenope, Serenata                   | Domenico Gentile              | 28 agosto 1720, Teatro del Palazzo Reale di Napoli                                      |  |
| 1721 | Serenata nuziale a 6 voci, Serenata                                   |                               | 28 gennaio 1721, Palazzo del Principe della Rocca di Napoli                             |  |
| 1721 | Endimione, azione teatrale a 4 voci, in 2 parti                       | Pietro Metastasio             | 30 maggio 1721, Palazzo del principe di Belmonte della Rocca di Napoli                  |  |
| 1722 | La Partenope, Dramma per musica in 3 atti                             | Silvio Stampiglia             | 16 dicembre 1722, Teatro San Bartolomeo di Napoli                                       |  |
| 1723 | La caduta de decemviri, Dramma per musica in 3 atti (pasticcio)       | Silvio Stampiglia             | 26 dicembre 1723, Regio Teatro Ducale di Milano                                         |  |
| 1724 | Didone abbandonata, Dramma per musica in 3 atti (1^ Versione)         | Pietro Metastasio             | 1º febbraio 1724, Teatro San Bartolomeo di Napoli                                       |  |
| 1724 | L'impresario delle Canarie (o Dorina e Nibbio), Intermezzo in 2 parti | Pietro Metastasio             | 1º febbraio 1724, Teatro San Bartolomeo di Napoli                                       |  |
| 1727 | Siroe, re di Persia, Dramma per musica in 3 atti                      | Pietro Metastasio             | 25 gennaio 1927, Teatro San Bartolomeo di Napoli                                        |  |
| 1727 | Moschetta e Grullo, Intermezzo                                        |                               | 25 gennaio 1727, Teatro San Bartolomeo di Napoli                                        |  |
| 1731 | Artemisia, Dramma per musica in 3 atti                                | Giovanni Ambrogio Migliavacca | 7 gennaio 1731, Teatro San Bartolomeo di Napoli                                         |  |
| 1731 | La furba e lo sciocco, Intermezzo                                     |                               | 7 gennaio 1731, Teatro San Bartolomeo di Napoli                                         |  |
| 1732 | Berenice                                                              |                               | 13 gennaio 1732, Teatro di Torre Argentina di Roma                                      |  |
| 1735 | Demofoonte, Dramma per musica in 3 atti (Pasticcio)                   | Pietro Metastasio             | 20 gennaio 1735, Teatro San Bartolomeo di Napoli                                        |  |
| 1735 | Gli amanti generosi, opera comica                                     | Tommaso Mariani               | 15 maggio 1735, Teatro dei Fiorentini di Napoli                                         |  |
| 1737 | La passione di Gesù Christo Signor Nostro , oratorio sacro in 2 parti | Pietro Metastasio             | 14 aprile 1737, Oratorio San Filippo Neri di Genova                                     |  |
| 1737 | Achille in Sciro, dramma per musica in 3 atti                         | Pietro Metastasio             | 4 novembre 1737, Inaugurazione del Nuovo Grande Real Teatro San Carlo di Napoli         |  |
| 1738 | Le nozze di Teti e Peleo, Intermezzo                                  | Nicola Giuvo                  | 2 dicembre 1738, Real Teatro San Carlo di Napoli con Vittoria Tesi e Francesco Bernardi |  |
| 1741 | Ezio, Dramma per musica in 3 atti                                     | Pietro Metastasio             | 4 novembre 1741, Real Teatro San Carlo di Napoli                                        |  |
| 1743 | Alessandro nelle Indie, Dramma per musica in 3 atti                   | Pietro Metastasio             | Carnevale 1743, Real Teatro San Carlo di Napoli                                         |  |